# 구니미정
구니미정(일본어: 国見町 구니미마치[*])은 일본 후쿠시마현 다테군의 정이다.

## 지리
구니미정의 서단 부근에는 한다산과 바토산이 있고 거기에서 이어지는 산지가 미야기현과의 현 경계를 이루는 정의 북단을 따라서 계속되며 고사카 고개 등 미야기현으로 향하는 고개가 몇 개 있다. 정의 남쪽에는 아부쿠마강이 흐르고 정사무소와 각종 교통기관이 집중하는 정의 중심부는 인접한 고오리정과의 경계와 비교적 가깝다.

## 역사
- 1954년 3월 31일 - 후지타정, 고사카촌, 모리에노촌, 오키도촌, 오에다촌 등 5개 정·촌이 합병하여 구니미정이 신설되었다.
- 1954년 4월 15일 - 구니미정에서 합병 이전 오에다촌의 일부(東大枝, 히가시오에다)가 야나가와정으로 편입되었다.
- 2011년 3월 11일 - 동일본 대지진이 발생해 구니미정에서 진도 6강이 관측되었으며, 구니미정 정사무소가 피해를 입었다.
- 2015년 5월 9일 - 구니미정 정사무소 신청사가 완공되어 낙성식이 진행되었다.

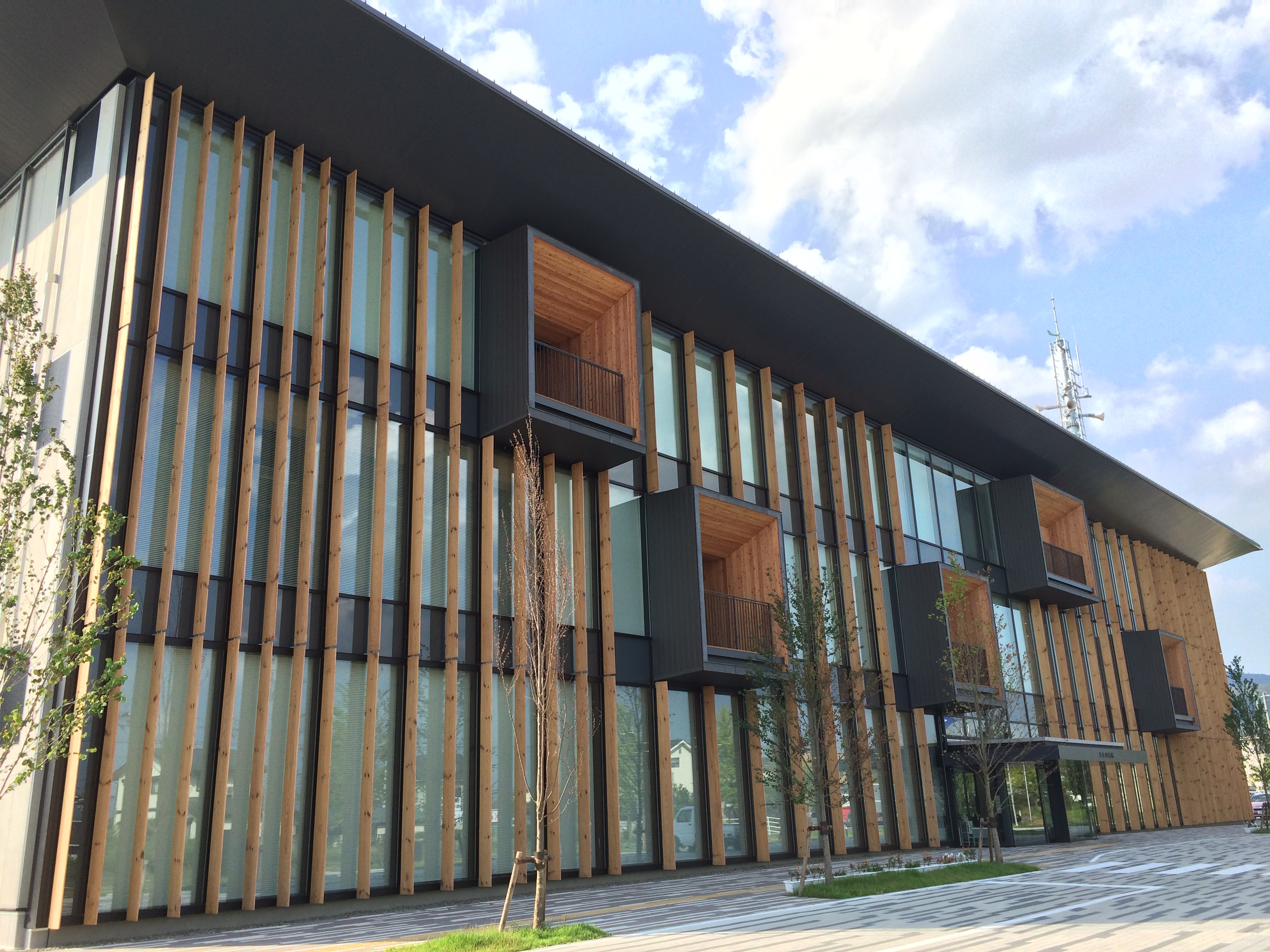
구니미정 사무소

## 인구
| 연도 | 인구   | ±%    |
| ---- | ------ | ----- |
| 1950 | 14,430 | —     |
| 1960 | 13,111 | −9.1% |
| 1970 | 12,093 | −7.8% |
| 1980 | 12,050 | −0.4% |
| 1990 | 11,888 | −1.3% |
| 2000 | 11,198 | −5.8% |
| 2010 | 10,086 | −9.9% |

## 교통

### 철도
- 동일본 여객철도 도호쿠 본선

### 도로
- 도호쿠 자동차도
- 국도 4호선